# Relmu Ñamku
Carol Soaez Bullorovsky (Esquel, Chubut; 1977), más conocida como Relmu Ñamku es una activista por los derechos civiles de los pueblos originarios en Argentina y dirigente de la comunidad Winkul Newen de los mapuche.
Fue enjuiciada por tentativa de homicidio cuando una persona arrojó una piedra que impactó contra una mujer durante un intento de desalojo por parte de una petrolera multinacional. Por primera vez, un jurado "intercultural" integrado por media parte de mapuches terminó por absolver a Ñamku.

## Biografía
Relmu Ñamku nació en 1977 en Esquel, provincia de Chubut, era uno de los nueve hijos de Marina Ñanco, quien al no poder criarla la dio en adopción a la pareja Héctor Soaez y Silvia Bullorovsky, su nueva familia le cambio el nombre al de Carol Alejandra Soaez Bullorovsky. Durante su etapa escolar tanto Ñamku como su hermano sufrieron discriminación por su condición de aborígenes. Paradójicamente, ahora al intentar defender su etnia es acusada de "ucraniana", "gitana", o "rusa" por el apellido de su madre adoptiva.
El 28 de diciembre de 2012 la auxiliar del Poder Judicial Verónica Pelayes se dirigió hasta el paraje Portezuelo Chico, a treinta kilómetros de Zapala, en Neuquén, con una orden judicial en mano para desalojar a la comunidad mapuche Winkul Newen, quienes bloqueaban el acceso a su territorio. La medida judicial era para facilitar el ingreso de la petrolera Apache y policías al territorio de la comunidad. En algún momento, algún integrante de la comunidad mapuche lanzó una piedra que lesionó a Pelayes quién sufrió la fractura del tabique nasal. Por el hecho fueron acusados Relmu, Martín Velázquez Maliqueo y Mauricio Rain. En un primer momento a Relmu se la acusó solo por "lesiones", pero luego la carátula cambió a "intento de homicidio".

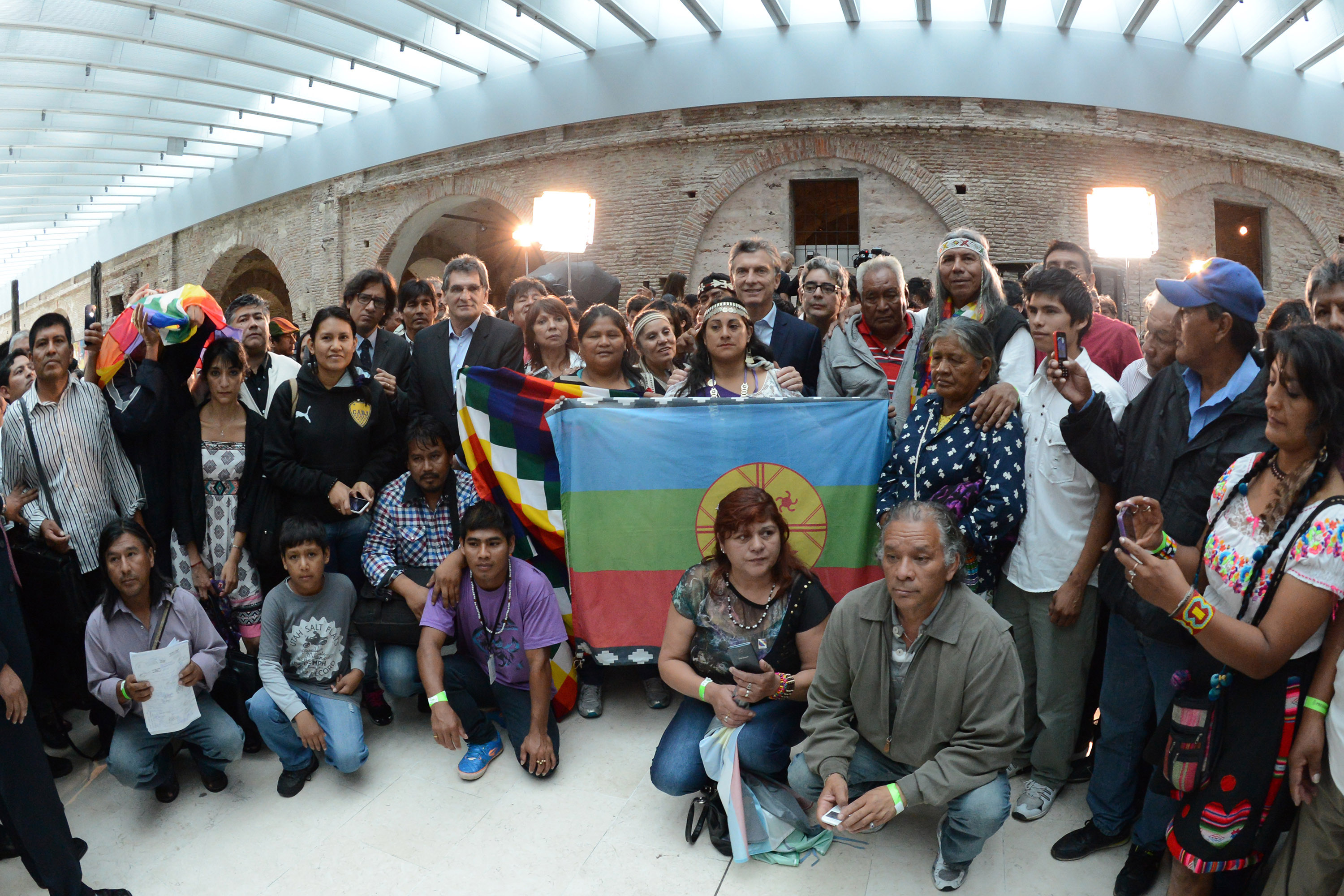
Mauricio Macri recibiendo en el Museo del Bicentenario a representantes de los pueblos originarios de Argentina, entre ellos Félix Díaz y Relmu Ñamku.

La fiscal Sandra González Taboada propuso el cambio de la carátula contra Relmu Ñamku, de "intento de homicidio" a "lesiones graves". El abogado Emanuel Roa, de la comunidad, detalló que ninguno de los ocho testigos presenciales (policías y empleados de la petrolera) señaló a Ñamku como la responsable de herir a Verónica Pelayes. Relmu Ñamku podría haber sido condenada a quince años de cárcel. Según la fiscal Sandra González Taboada, Ñamku fue quién tiró la piedra que lastimo a Verónica Pelayes. Durante los seis días de audiencias declararon más de quince testigos, pero ninguno -a excepción de Ñamku- como la responsable del piedrazo, además dos médicos confirmaron que la vida de Pelayes nunca estuvo en riesgo. Fue el primer juicio de América Latina con un jurado intercultural, puesto que la mitad de ellos eran mapuches. Tanto Relmu Ñamku como Martín Maliqueo y Mauricio Rain que estaban imputados, fueron absueltos.
El presidente Mauricio Macri recibió a Relmu Ñamku y Félix Díaz el 17 de diciembre de 2015 junto a otros referentes, a una semana de su asunción como Presidente de la Nación Argentina.
El viernes 15 de julio de 2016 se creó el Consejo Consultivo y Participativo de los Pueblos Indígenas, y en dos días de debate en donde asistieron alrededor de 300 aborígenes para debatir y dar nacimiento al nuevo organismo, se aprobó el reglamento interno y se designó la comisión ejecutiva del Consejo. Así, Relmu Ñamku fue designada secretaria general, mientras que Félix Díaz fue nombrado presidente, además se nombraron cuatro vicepresidentes por cada región: Faustino Lencina por la zona Centro, Jorge Palomo por el NEA, Margarita Mamani y Rolando Flores por el NOA, y Rubén Huanque, por la zona Sur.

Queda mucho trabajo por hacer, pero estamos contentos de haber llegado a esta instancia. Es la primera vez que tenemos en el Estado un ente pensado y creado por los pueblos indígenas, que nosotros mismos vamos a gestionar y administrar.
Relmu Ñamku.